# John D. Beck et Ron Hart
 (avril 2021).
La mise en forme du texte ne suit pas les recommandations de Wikipédia : il faut le « wikifier ».
Les points d'amélioration suivants sont les cas les plus fréquents. Le détail des points à revoir est peut-être précisé sur la page de discussion.
- Les titres sont pré-formatés par le logiciel. Ils ne sont ni en capitales, ni en gras.
- Le texte ne doit pas être écrit en capitales (les noms de famille non plus), ni en gras, ni en italique, ni en « petit »…
- Le gras n'est utilisé que pour surligner le titre de l'article dans l'introduction, une seule fois.
- L'italique est rarement utilisé : mots en langue étrangère, titres d'œuvres, noms de bateaux, etc.
- Les citations ne sont pas en italique mais en corps de texte normal. Elles sont entourées par des guillemets français : « et ».
- Les listes à puces sont à éviter, des paragraphes rédigés étant largement préférés. Les tableaux sont à réserver à la présentation de données structurées (résultats, etc.).
- Les appels de note de bas de page (petits chiffres en exposant, introduits par l'outil «  Source ») sont à placer entre la fin de phrase et le point final[comme ça].
- Les liens internes (vers d'autres articles de Wikipédia) sont à choisir avec parcimonie. Créez des liens vers des articles approfondissant le sujet. Les termes génériques sans rapport avec le sujet sont à éviter, ainsi que les répétitions de liens vers un même terme.
- Les liens externes sont à placer uniquement dans une section « Liens externes », à la fin de l'article. Ces liens sont à choisir avec parcimonie suivant les règles définies. Si un lien sert de source à l'article, son insertion dans le texte est à faire par les notes de bas de page.
- La présentation des références doit suivre les conventions bibliographiques. Il est recommandé d'utiliser les modèles {{Ouvrage}}, {{Chapitre}}, {{Article}}, {{Lien web}} et/ou {{Bibliographie}}. Le mode d'édition visuel peut mettre en forme automatiquement les références.
- Insérer une infobox (cadre d'informations à droite) n'est pas obligatoire pour parachever la mise en page.

Pour une aide détaillée, merci de consulter Aide:Wikification.
Si vous pensez que ces points ont été résolus, vous pouvez retirer ce bandeau et améliorer la mise en forme d'un autre article.
Vous pouvez aider à l'améliorer ou bien discuter des problèmes sur sa page de discussion.
- Il ne cite pas suffisamment ses sources. Vous pouvez indiquer les passages à sourcer avec {{référence nécessaire}} ou {{Référence souhaitée}}, et inclure les références utiles en les liant aux notes de bas de page. (Marqué depuis mars 2024)
- Certaines informations devraient être mieux reliées aux sources mentionnées dans la bibliographie ou les liens externes. Améliorez sa vérifiabilité en les associant par des références. (Marqué depuis mars 2024)

- Archive Wikiwix
- Bing
- Cairn
- DuckDuckGo
- E. Universalis
- Gallica
- Google
- G. Books
- G. News
- G. Scholar
- Persée
- Qwant
- (zh) Baidu
- (ru) Yandex
- (wd) trouver des œuvres sur Wikidata

John D. Beck et Ron Hart sont deux scénaristes et producteurs travaillant ensemble en duo à la télévision. Ils ont créé une société de production baptisée Beck & Hart Production, qui produit des contenus télévisuels.

## Biographie
John D. Beck et Ron Hart se sont rencontrés vers les fins des années 1990 en travaillant pour quelques épisodes des séries Student Bodies, Hey Arnold et The Hughleys.
À partir de 2002, ils signent un concrat[Quoi ?] avec la chaîne ABC pour produire la sitcom According to Jim à l'issue de sa deuxième saison, qui connaît un véritable succès. Ils interviennent occasionnellement comme des scénaristes pour certains épisodes. À la fin de la série en 2009, ils ont écrit au total 22 épisodes et ont produit/co-produit presque tous les épisodes depuis leur intervention.
Après avoir travaillé dans les séries Shake It Up et Pair of King, ils sont attachés pour produire un projet de Nickelodeon Bad Fairy, mais le pilote n'est pas retenu par la chaîne en 2012.
Cette année-là, le duo commence la création d'une nouvelle sitcom familiale Bits and Pieces, qui raconte la vie de deux parents avec leurs enfants respectifs qui se remarient ensemble pour former une famille, parodiant les séries The Brady Bunch et Notre belle famille. En travaillant avec la chaîne Disney Channel pour laquelle le projet est développé, les deux produiront également la série aux côtés d'Andy Fickman, qui réalisera le pilote.
Néanmoins, après le tournage du pilote, ils ont proposé un nouveau script racontant cette fois une histoire sur des jumelles aux caractères opposées, que la chaîne a accordé. Après cela, la série s'intitule désormais Liv et Maddie et mettra en vedette la jeune Dove Cameron dans les deux rôles titres.
La série devient rapidement l'une des séries les plus populaires de la chaîne avec qui le duo reste fidèle tout au long de son succès. En 2016, il confirme que la quatrième saison de la série sera la dernière et annoncent que pour cette phase finale elle sera sous-titrée Cali Style. Durant la période de la série, ils produisent l'intégralité des épisodes.
Après la fin de la série, ils ont travaillé principalement comme des producteurs pour d'autres sitcoms. Entre 2017 et 2018, ils sont les producteurs consultants de la série de Netflix Disjointed, travaillant avec Chuck Lorre. Pour Nickelodeon, ils ont produit certains épisodes de la série L'Ecole des chevalier en 2018. À partir de cette année jusqu'en 2020, ils produisent une trentaine d'épisodes de la sitcom créée par Jeff Franklin, La Fête à la maison : 20 ans après.

### Société de production
Les deux ont créé une société de production indépendante pour produire certains programmes télévisés pour lesquels ils travaillent comme producteurs ou/et scénariste.
Baptisée Beck&Hart Production, la société produit des programmes pour enfants. Elle a notamment produit la série Liv et Maddie.

## Filmographie

### Scénaristes
- 1997 : Student Bodies
- 1998 : Hé Arnold !
- 1999-2002 : The Hughleys
- 2002-2009 : According to Jim
- 2011 : Shake It Up
- 2012 : Pair of King
- 2013-2017 : Liv et Maddie (Liv and Maddie)
- 2018 : Disjointed
- 2018 : L'École des chevaliers
- 2018-2019 : La Fête à la maison : 20 ans après (Fuller House)

### Producteurs
- 2001 : The Hughleys
- 2002-2009 : According to Jim
- 2010-2011 : Shake It Up, en tant que producteurs consultants
- 2013-2017 : Liv et Maddie (Liv and Maddie)
- 2017-2018 : Disjointed, en tant que producteurs consultants
- 2018 : L'École des chevaliers (Knight Squad)
- 2018-2020 : La Fête à la maison : 20 ans après (Fuller House)
- 2020-2021 : Side Hustle